# Jamarcus Henderson
Jamarcus Henderson (Union, 21 marzo 1996) è un giocatore di football americano statunitense che gioca come defensive tackle, attualmente free agent.
Dopo aver giocato per la squadra universitaria dei Newberry Wolves ha firmato nel 2020 con i tedeschi Cottbus Crayfish, per passare nel 2022 ai finlandesi Kotka Eagles, nel 2023 agli austriaci Vienna Vikings e di nuovo in Finlandia nel 2024 con i Kuopio Steelers.